# Remington 870
Il Remington 870 è un fucile a pompa a canna liscia USA creato dalla Remington Arms Company, Inc.
Viene utilizzato per lo sport, la caccia e la difesa personale, nonché da varie forze armate e corpi di polizia di vari Stati del mondo.

## Sviluppo
John Pedersen ha progettato il modello Remington 10 ed il Remington 29. Insieme a John Browning ha progettato il modello 17 ed è servito come base per il Remington 31. Il modello 31 è stato molto apprezzato, ma ha combattuto per le vendite con il Winchester Model 12.
Le vendite del Remington 870 sono rimaste stabili. Il 13 aprile 2009 è stato prodotto il decimilionesimo 870, e questo modello detiene il record da bestseller come fucile da caccia nella storia del mondo.

## Varianti
Ci sono centinaia di varianti del Remington 870. Dall'originale, attualmente vengono prodotti varianti per le forze dell'ordine e per l'esercito. Alcune varianti possono essere raggruppati in:
- Wingmaster: acciaio azzurro con un'elevata brillantezza e legno in noce.
- Police: legno colorato e calcio sintetico. Deve ricevere grande attenzione quando viene montato.
- Marine: Parti sintetiche.
- Express: nero opaco e legno laminato.
- XCS: metallo verniciato.
- MCS: modello con parti sintetiche e calcio modificato per un minor contraccolpo

## Utilizzatori
- Australia
- Austria
- Bangladesh
- Canada
- Finlandia
- Germania
- Svezia
- Svizzera
- Regno Unito
- Stati Uniti
- Italia

## Galleria d'immagini

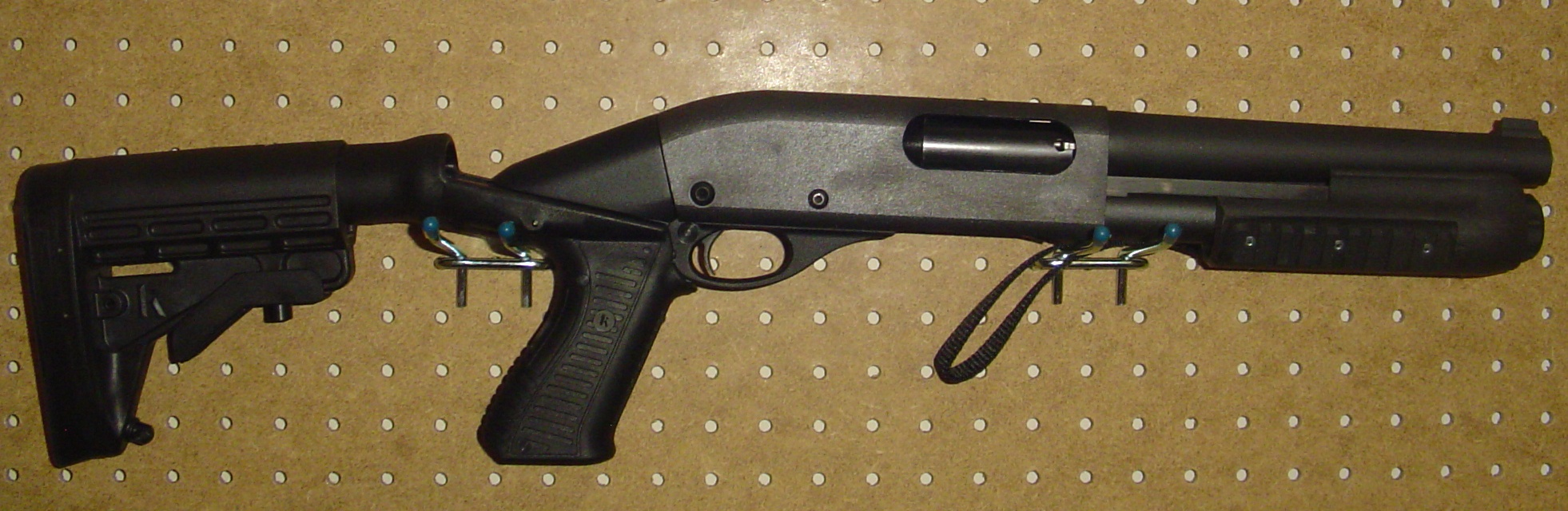
Un Remington MCS
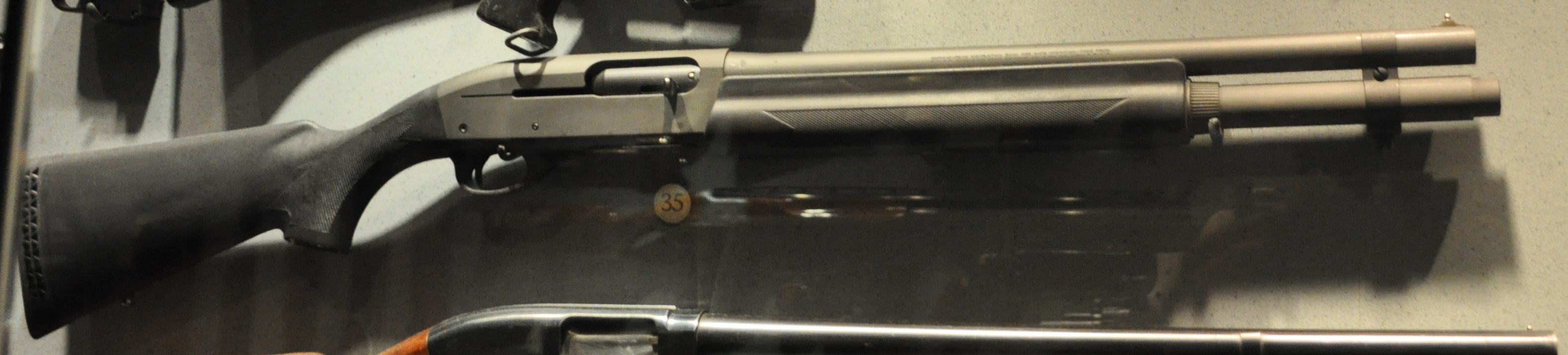
Un Remington Police

## Nell'arte
- In ambito videoludico, il Remington 870 compare tra le armi dei videogiochi, Resident Evil[3],  Resident Evil 4[4], Il Punitore, Battlefield 3, Battlefield 4, Homefront (in versione Express), Fallout: New Vegas e Call of Duty: Black Ops II[5].
- In ambito cinematografico, il Remington 870 compare nei film Van Helsing[6], Desperado[7], The Rock, Looper, Pulp Fiction e Un giorno di ordinaria follia.
- In ambito anime, il Remington 870 compare in Full Metal Panic.